# Fóstbrœðra saga
Fóstbrœðra saga (norrønt) eller Fostbrødrenes saga (nogle gange også Þorgeirs saga Hávarssonar ok Þormóðar Kolbrúnarskálds) er en islændingesaga fra begyndelsen af 1200-tallet. Sagaen handler om de to edsvorne brødre Torgeir og Tormods bedrifter i begyndelsen af 1000-tallet både på Island og i Norge.
Sagaen ligger til grund for den danske forfatter Lars-Henrik Olsens bog Sagaen om edsbrødrene fra 2002.

## Indhold
Torgeir Hávarsson er en særdeles dygtig og dumdristig kriger. Han dræber folk både for bagateller og for sin egen skyld.
Tormod Bersasson, kendt som Tormod Kolbrunarskald, er en mere kompliceret figur. Han er kriger, havner let i sammenstød, er glad for kvinder og ikke mindst er han skjald. Han fik tilnavnet for at have digtet et lovkvad til en kvinde, som på grund af sine mørke øjenbryn blev kaldt for Kolbrun. I sagaen fortælles der om en drøm, han har om sin tidligere elskerinde, Kolbrun. I drømmen berører hun hans øjne, og han vågner op med smerter i dem. Smerten forsvinder først, da han accepterer, at kærlighedskvadet, som han har digtet, i virkeligheden er om hende og ikke om hans anden elskerinde Tordis Grimsdatter. Dette kvad er desværre gået tabt. Fostbrødrenes saga indeholder flere kvad, som er blevet tilegnet ham, inkluderet dele af et kvad om hans blodsbror.
Eden, som forpligter venskabet mellem fosterbrødrene, er et vigtigt punkt i sagaen og bliver beskrevet tidligt:
Tidlig sagde sindelaget dem det, som de siden kom til at sande, at de ville blive dræbt af våben; derfor tog de det råd at love hinanden fuldt og fast, at den skulle hævne den anden, som levede længst. Berømte mænd havde haft dette for sædvane, når de ville sætte lovfast aftale imellem sig om, at den skulle hævne den anden, som levede længst: De skulle gå under 3 jordringe, og det gjaldt som ed for dem.
Denne ceremoni gik for sig: Man skulle skære tre lange tørvebaner ud af jorden; alle enderne skulle sidde fast i jorden, og så skulle man løfte løkkerne sådan, at man kunne gå under dem. Denne ceremoni brugte Tormod og Torgeir til at fæste deres aftale.

## Overleveringer
Sagaen er blevet efterladt i flere forskellige versioner, og der har i mange år været debatteret mellem filologer om, hvilke af manuskripterne som repræsenterer den mest oprindelige version. Specielt har debatten fokuseret på flere usædvanlige begivenheder i sagaen, som ikke så let lader sig placere inden for den konventionelle sagastil.
Tormod Kolbrunarskald er også en betydningsfuld figur i afslutningen af Olav den helliges saga, hvor han sammen med kongen, den senere Olav den Hellige, dør i slaget ved Stiklestad. Fostbrødrenes saga blev også benyttet som grundlag for Halldór Laxness' bemærkelsesværdige sagaparafrase Gerpla fra 1952.